# Bermuda op de Olympische Zomerspelen 1988
Bermuda nam naar deel aan de Olympische Zomerspelen 1988 in Seoul, Zuid-Korea. 

## Resultaten en deelnemers

### Atletiek
| Olympiër      | Discipline             | Resultaat | Prestatie                                                                   |
| ------------- | ---------------------- | --------- | --------------------------------------------------------------------------- |
| Bill Trott    | 100m (m)               | 87e       | serie 5: 7e in 10,69                                                        |
| Troy Douglas  | 200m (m)               | 15e       | serie 6: 2e in 20,91 kwartfinale 2: 3e in 20,70 halve finale 2: 8e in 20,84 |
| Troy Douglas  | 400m (m)               | 29e       | serie 10: 2e in 45,69 kwartfinale 2: 8e in 46,28                            |
| Mike Watson   | 800m (m)               | 45e       | serie 4: 5de in 1.50,16                                                     |
| Mike Watson   | 1500m (m)              | 39e       | serie 1: 10e in 3.46,49                                                     |
| Brian Wellman | hink-stap-springen (m) | 33e       | kwalificatie groep B: 17e met 15,47m                                        |
| Nick Saunders | hoogspringen (m)       | 5e        | kwalificatie groep A: 4e met 2,28m finale: 5e met 2,34m                     |

### Boksen
| Olympiër      | Discipline | Resultaat | Prestatie |
| ------------- | ---------- | --------- | --- |
| Quinn Paynter | -71kg (m)  | 9e        | 1e ronde: vrij 2e ronde: W van DEN de Lima: scheidsrechterlijke beslissing 3e ronde: V van ITA Nardiello: knock-out |

### Paardensport
| Olympiër           | Discipline  | Resultaat | Prestatie |
| Eventing           | Eventing    | Eventing  | Eventing |
| ------------------ | ----------- | --------- | --- |
| Carol Ann Blackman | individueel | DNF       | dressuur: 47e met 92,60 strafpunten crosscountry: niet gefinisht                                                                                  |
| Peter Gray         | individueel | 31e       | dressuur: 37e met 75,60 strafpunten crosscountry: 32e met 149,60 strafpunten springconcours: 30e met 15,50 strafpunten totaal: 240,70 strafpunten |

### Tennis
| Olympiër    | Discipline    | Resultaat | Prestatie                                 |
| ----------- | ------------- | --------- | ----------------------------------------- |
| Steve Alger | enkelspel (m) | 33e       | 1e ronde: V van SUI Hlasek: 3-6, 4-6, 2-6 |

### Zeilen
| Olympiër                     | Discipline | Resultaat | Prestatie                              |
| ---------------------------- | ---------- | --------- | -------------------------------------- |
| Eddie Bardgett Glenn Astwood | tornado    | 18e       | 135 punten: (17-15-18-20-12-17-opgave) |

### Zwemmen
| Olympiër       | Discipline          | Resultaat | Prestatie              |
| -------------- | ------------------- | --------- | ---------------------- |
| Victor Ruberry | 100m schoolslag (m) | 53e       | serie 3: 8e in 1.09,49 |

Afghanistan · Algerije · Amerikaanse Maagdeneilanden · Amerikaans-Samoa · Andorra · Angola · Antigua en Barbuda · Argentinië · Aruba · Australië · Bahama’s · Bahrein · Bangladesh · Barbados · België · Belize · Benin · Bermuda · Bhutan · Birma · Bolivia · Bondsrepubliek Duitsland · Botswana · Brazilië · Britse Maagdeneilanden · Brunei · Bulgarije · Burkina Faso · Canada · Centraal-Afrikaanse Republiek · Chili · China · Chinees Taipei · Colombia · Congo-Brazzaville · Cookeilanden · Costa Rica · Cyprus · Denemarken · Djibouti · Dominicaanse Republiek · Duitse Democratische Republiek · Ecuador · Egypte · El Salvador · Equatoriaal-Guinea · Fiji · Filipijnen · Finland · Frankrijk · Gabon · Gambia · Ghana · Grenada · Griekenland · Groot-Brittannië · Guam · Guatemala · Guinee · Guyana · Haïti · Honduras · Hongarije · Hongkong · Ierland · IJsland · India · Indonesië · Irak · Iran · Israël · Italië · Ivoorkust · Jamaica · Japan · Joegoslavië · Jordanië · Kaaimaneilanden · Kameroen · Kenia · Koeweit · Laos · Lesotho · Libanon · Liberia · Libië · Liechtenstein · Luxemburg · Malawi · Malediven · Maleisië · Mali · Malta · Marokko · Mauritanië · Mauritius · Mexico · Monaco · Mongolië · Mozambique · Nederland · Nederlandse Antillen · Nepal · Nieuw-Zeeland · Niger · Nigeria · Noord-Jemen · Noorwegen · Oeganda · Oman · Oostenrijk · Pakistan · Panama · Papoea-Nieuw-Guinea · Paraguay · Peru · Polen · Portugal · Puerto Rico · Qatar · Roemenië · Rwanda · Saint Vincent en de Grenadines · Salomonseilanden · Samoa · San Marino · Saoedi-Arabië · Senegal · Sierra Leone · Singapore · Soedan · Somalië · Sovjet-Unie · Spanje · Sri Lanka · Suriname · Swaziland · Syrië · Tanzania · Thailand · Togo · Tonga · Trinidad en Tobago · Tsjaad · Tsjecho-Slowakije · Tunesië · Turkije · Uruguay · Vanuatu · Venezuela · Verenigde Arabische Emiraten · Verenigde Staten · Vietnam · Zaïre · Zambia · Zimbabwe · Zuid-Jemen · Zuid-Korea · Zweden · Zwitserland